# Projeto 211
O Projeto 211 (chinês: 211工程, pinyin: èryāoyāo gōngchéng ou èryīyī gōngchéng) é um projeto de importantes universidades e faculdades nacionais, iniciado em 1995 pelo Ministério da Educação da República Popular da China, com a intenção de elevar os padrões de pesquisa de alto nível. nível universitário e estratégias de cultivo para o desenvolvimento socioeconômico. Durante a primeira fase do projeto, de 1996 a 2000, foram distribuídos aproximadamente US $2,2 bilhões. O Projeto 211 e o Projeto 985 do governo chinês podem ser vistos como uma monumental "re-ancoragem" das prioridades nacionais da educação. O Projeto 211 estava preocupado em construir o “hardware” e desenvolver diretrizes de políticas para incentivar mais pesquisas. O Projeto 985 foi construído com base no 211 e acrescentou mais foco ao “software”, como incentivos aumentados para professores. O nome do projeto deriva de uma abreviação do vigésimo primeiro século e 100 (aproximadamente universidades participantes).
Em 2006, havia 112 universidades no projeto 211. Em 2008, a China tinha 116 instituições de ensino superior (cerca de 6%) designadas como 211 instituições do Projeto por terem cumprido certos padrões científicos, técnicos e recursos humanos e por oferecer programas de graduação avançados). As escolas do Projeto 211 assumem a responsabilidade de treinar quatro quintos dos estudantes de doutorado, dois terços dos estudantes de pós-graduação, metade dos estudantes do exterior e um terço dos estudantes de graduação. Eles ofereceram 85% dos principais assuntos do estado, possuíam 96% dos principais laboratórios do estado e consumiram 70% do financiamento de pesquisas científicas.
Em setembro de 2017, um plano semelhante chamado Plano Duplo de Universidades de Primeira Classe foi anunciado. Não ficou claro se esse plano representa uma nova maneira de classificar as universidades na China, ou uma forma de substituir o Projeto 211 e o Projeto 985.